# Peter Norman (friidrottare)

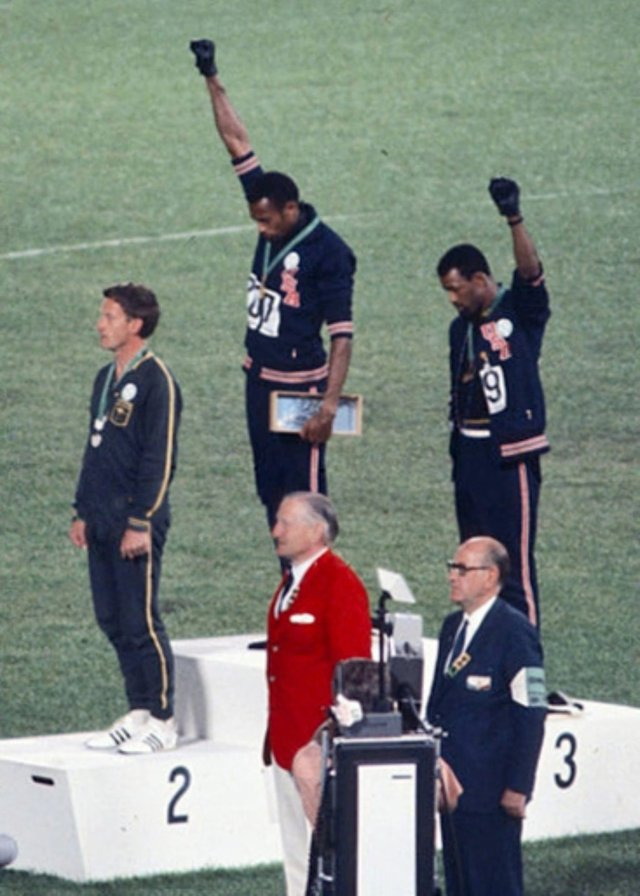
Prisutdelningen i Mexico City 1968: silvermedaljören Peter Norman till vänster, guldmedaljören Tommie Smith i mitten och bronsmedaljören John Carlos till höger.

Peter Norman, född den 15 juni 1942 i Coburg, död den 3 oktober 2006 i Melbourne, var en australisk friidrottare. Han vann silvermedaljen på 200 meter vid Olympiska sommarspelen 1968 i Mexico City med tiden 20,06 sekunder, vilket förblev Oceaniens rekord på distansen i mer än 56 år. Han var femfaldig nationell mästare på 200 meter.
Norman var en av de tre idrottare som deltog i den berömda protesten vid medaljceremonin för 200-metersloppet vid OS 1968. Han visste om att hälsningen skulle ske och bar ett märke från Olympic Project for Human Rights i solidaritet med sina medtävlande John Carlos och Tommie Smith.

## Biografi
Peter Norman växte upp i en frälsningsarméfamilj i Melbourne och arbetade först som slaktarlärling innan han blev lärare och senare sportadministratör. Under sin friidrottskarriär tränades han av Neville Sillitoe.
Vid OS 1968 i Mexico City tog Norman silver på 200 meter med tiden 20,06 sekunder, efter att ha passerat John Carlos strax före mållinjen. Han tävlade även vid Pacific Conference Games i Tokyo 1969 och Samväldesspelen i Edinburgh 1970, men han togs inte ut till Olympiska sommarspelen 1972. 
Efter friidrottskarriären spelade han australisk fotboll och drabbades senare av en allvarlig skada som ledde till depression och missbruk. Han arbetade som sportadministratör fram till sin död 2006. Vid hans begravning var Tommie Smith och John Carlos pallbärare.

## Demonstration vid OS 1968
Norman vann silvermedaljen för 200 meter vid OS i Mexico City 1968 på australiska rekordtiden 20,06. Därmed stod han på prispallen tillsammans med Tommie Smith och John Carlos när dessa gjorde sin berömda black power-gest mot rasförtrycket i deras hemland USA. Norman var införstådd med att demonstrationen skulle ske och visade sitt stöd genom att, liksom de övriga två, bära en knapp för Olympic Project for Human Rights. Det var Normans idé att de två amerikanerna skulle ha varsin svart handske på sig under ceremonin, eftersom Carlos hade glömt sitt par. 
Norman varnades efter prisutdelningen av den australiska lagledningen för att ha deltagit i en politisk manifestation vid en olympisk prisutdelning. Till skillnad från Smith och Carlos fick han dock stanna kvar under resten av OS-tävlingarna. Frälsningsofficeren Norman fortsatte även efter denna välkända incident att uttala sitt stöd för människorättsrörelsen.
Silvermedaljen från Mexico City är den främsta meriten i Peter Normans karriär, men han vann också fem raka guldmedaljer vid australiska mästerskapen och tillhörde världseliten i flera år.

### Demonstrationens efterspel
I dokumentärfilmen Salute från 2008 visar Peter Normans släkting Matt Norman hur han menar att det australiska idrottsetablissemanget straffade Peter Norman för dennes deltagande i protesten i Mexico City under resten av hans liv. Trots att Norman resultatmässigt med god marginal var kvalificerad för deltagande på både 100 meter och 200 meter vid OS i München 1972, rankad femma i världen, togs han inte ut i det australiska laget som för första gången stod utan en manlig sprinter vid ett olympiskt spel. När Australiens olympier genom tiderna gjorde ett ärevarv vid de olympiska spelen i Sydney 2000 var Norman inte inbjuden att delta. Enligt Matt Norman var han, trots sina meriter, den ende australiske olympiern som inte fick delta.
För sin roll som allierad i Black Power-protesten  har Norman porträtterats i många offentliga konstverk samt i filmer om händelsen.
I oktober 2012 utfärdade Australiens parlament en postum ursäkt till Peter Norman för den behandling han fick efter OS 1968, samtidigt som de erkände hans idrottsliga bedrifter och hans stöd för mänskliga rättigheter.

## Personliga rekord
| Gren      | Resultat | Datum           | Plats       | Kommentar                                  |
| --------- | -------- | --------------- | ----------- | ------------------------------------------ |
| 200 meter | 20,06    | 15 oktober 1968 | Mexico City | Ännu gällande oceaniskt rekord (juli 2020) |